# Fra Mauro (cratera)

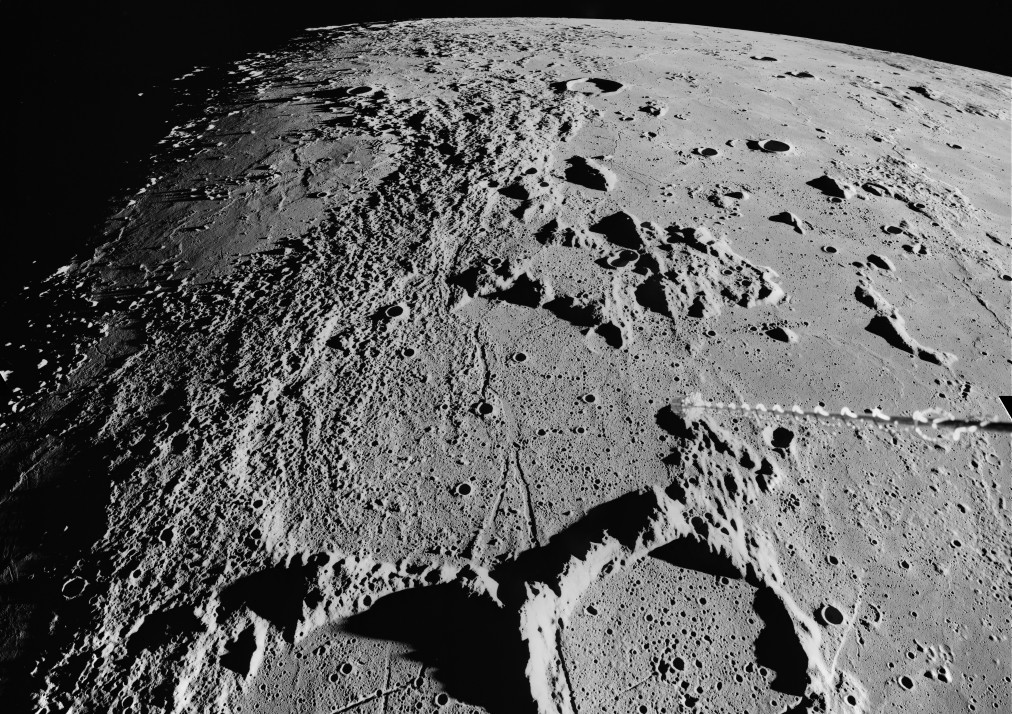
Visão oblíqua da Apollo 16

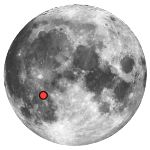

Fra Mauro é o remanescente de uma planície  lunar murada. É parte da circundante formação Fra Mauro, estando localizado ao nordeste de Mare Cognitum e sudeste de Mare Insularum. Anexo à borda sul estão as crateras  Bonpland e  Parry, que invadiram a formação formando paredes.
A borda remanescente de Fra Mauro é fortemente desgastada, com incisões de impactos passados e aberturas nas paredes norte e leste. A borda é mais proeminente no sudeste, onde compartilha uma parede com a cratera Parry. O restante é composto por pouco mais do que sulcos irregulares baixos. A elevação máxima da borda externa é de 0,7 km.
A superfície desta formação tem sido coberto por lava basáltica. Essa superfície é dividida por fendas que vão desde às bordas norte e sul. Não há nenhum pico central, embora a pequena cratera Fra Mauro E encontre-se praticamente do ponto médio da formação.

## Projeto Apollo
A área norte da cratera Fra Mauro foi o local escolhido para o pouso da malfadada missão Apollo 13, que foi abortada após um tanque de oxigênio a bordo da nave espacial explodir. A tripulação mais tarde retornou com segurança à Terra. A missão seguinte, Apollo 14, desembarcou em Fra Mauro. A tripulação da Apollo 14 (Alan Shepard e Edgar Mitchell) colheram amostras que tinha sido depositadas aqui pelo impacto na bacia  Imbrium, e que abrange parcialmente Fra Mauro. Este cobertor de detritos ejetados é referido como a "formação Fra Mauro".

## Crateras Satélites
Por convenção estas áreas são identificadas em mapas lunares colocando a letra no lado do ponto médio da cratera que está mais próximo de Fra Mauro.
| Fra Mauro | Latitude | Longitude | Diâmetro |
| --------- | -------- | --------- | -------- |
| A         | 5.4° S   | 20.9° W   | 9 km     |
| B         | 4.0° S   | 21.7° W   | 7 km     |
| C         | 5.4° S   | 21.6° W   | 7 km     |
| D         | 4.8° S   | 17.6° W   | 5 km     |
| E         | 6.0° S   | 16.8° W   | 4 km     |
| F         | 6.7° S   | 16.9° W   | 3 km     |
| G         | 2.2° S   | 16.3° W   | 6 km     |
| H         | 4.1° S   | 15.5° W   | 6 km     |
| J         | 2.6° S   | 18.6° W   | 3 km     |
| K         | 2.5° S   | 16.7° W   | 6 km     |
| N         | 5.3° S   | 17.4° W   | 3 km     |
| P         | 5.4° S   | 16.5° W   | 3 km     |
| R         | 2.2° S   | 15.6° W   | 3 km     |
| T         | 2.1° S   | 19.3° W   | 3 km     |
| W         | 1.3° S   | 16.8° W   | 4 km     |
| X         | 4.5° S   | 17.3° W   | 20 km    |
| Y         | 4.1° S   | 16.7° W   | 4 km     |
| Z         | 3.8° S   | 14.6° W   | 5 km     |

### Obras em língua portuguesa
- Freitas Mourão, Ronaldo Rogério de (2008). Dicionário Enciclopédico de Astronomia e Astronáutica. Lexicon. ISBN 9788586368356

### Obras em língua inglesa
- Andersson, L. E.; Whitaker, E. A., (1982). NASA Catalogue of Lunar Nomenclature. [S.l.]: NASA RP-1097
- Blue, Jennifer (25 de julho de 2007). «Gazetteer of Planetary Nomenclature». USGS. Consultado em 5 de agosto de 2007
- B. Bussey; P. Spudis (2004). The Clementine Atlas of the Moon. New York: Cambridge University Press. ISBN 0-521-81528-2
- Cocks, Elijah E.; Cocks, Josiah C. (1995). Who's Who on the Moon: A Biographical Dictionary of Lunar Nomenclature. [S.l.]: Tudor Publishers. ISBN 0-936389-27-3
- McDowell, Jonathan (15 de julho de 2007). Lunar Nomenclature (Relatório). Jonathan's Space Report. Consultado em 24 de outubro de 2007
- Menzel, D. H.; Minnaert, M.; Levin, B.; Dollfus, A.; Bell, B. (1971). «Report on Lunar Nomenclature by The Working Group of Commission 17 of the IAU». Space Science Reviews. 12. 136 páginas
- Moore, Patrick (2001). On the Moon. [S.l.]: Sterling Publishing Co. ISBN 0-304-35469-4
- Price, Fred W. (1988). The Moon Observer's Handbook. [S.l.]: Cambridge University Press. ISBN 0521335000
- Rükl, Antonín (1990). Atlas of the Moon. [S.l.]: Kalmbach Books. ISBN 0-913135-17-8
- Webb, Rev. T. W. (1962). Celestial Objects for Common Telescopes 6th revision ed. [S.l.]: Dover. ISBN 0-486-20917-2
- Whitaker, Ewen A. (1999). Mapping and Naming the Moon. [S.l.]: Cambridge University Press. ISBN 0-521-62248-4
- Wlasuk, Peter T. (2000). Observing the Moon. [S.l.]: Springer. ISBN 1852331933